# Simón Rodrigues
Simão Rodrigues de Azevedo S.J. (Vouzela; 1510 - Lisboa; 15 de junio de 1579) fue un sacerdote jesuita portugués, uno de los fundadores de la Compañía de Jesús junto a Ignacio de Loyola, y de la provincia jesuítica de Portugal.

## Biografía
Noble portugués, Rodrigues fue uno de los seis primeros compañeros de Ignacio de Loyola en la Universidad de París que tomó los votos de pobreza y castidad en la capilla de Montmartre, el 15 de agosto de 1534.
El grupo de «Amigos en el Señor» formado por Loyola y Rodrigues con Diego Laínez, Nicolás de Bobadilla, Alfonso Salmerón, Francisco Javier y Pedro Fabro, formó, en última instancia, el núcleo de la Compañía de Jesús, aprobada en 1540 por Paulo III mediante la bula de confirmación Regimini militantis Ecclesiae.
Después de algunos años trabajando bajo la dirección de Ignacio en Italia, fue enviado a su natal Portugal, donde su fuerte personalidad atrajo inmediatamente a muchos jóvenes a la Sociedad y se volvió muy influyente en la corte real. Desgraciadamente, como Provincial de los jesuitas portugueses, permitió que ciertas devociones espirituales se convirtieran en prácticas ascéticas extremas y, por lo tanto, causaran escándalo público (llamadas públicas nocturnas a la penitencia, con autoflagelación, en las calles de Coimbra). Varias cartas de Ignacio, llamando a la moderación y la obediencia, cayeron en saco roto. La provincia estaba dividida ya que muchos jesuitas lo admiraban y respetaban. Se presentaron quejas y se le retiró.
Regresó a Roma en 1544 donde fue juzgado. Los tres jueces jesuitas lo encontraron culpable de «excesos y falta de obediencia». Ignacio levantó todas las penitencias excepto que no se le permitió regresar a Portugal. Fue destinado a otras funciones en Italia y, más tarde, en España. Rodríguez fue recalcitrante y durante varios años trató de anular la decisión en su contra, pero sus apelaciones a los amigos que había hecho en las altas esferas no tuvieron éxito.
Finalmente, abandonó estos intentos y volvió a la obediencia. Ya anciano, se le permitió regresar a su país natal, donde, antes de morir, escribió una historia de los primeros años de la Sociedad.